# Георгій Челідзе
Челідзе Георгій Олександрович — радянський грузинський кінооператор. Заслужений діяч мистецтв Грузинської РСР (1966).

## Біографічні відомості
Народився 24 жовтня 1922 р. Закінчив Всесоюзний державний інститут кінематографії (1948).
Зняв понад двадцять кінокартин.

## Фільмографія
- «Таємниця двох океанів» (1956, асистент оператора у співавт.)

Оператор-постановник
- «Наш двір» (1956)
- «Останній з Сабудара» (1958)
- «Майя з Цхнеті» (1959)
- «На порозі життя» (1959)
- «Скарб» (1961)
- «Генерал і маргаритки» (1963)
- «Діти моря» (1964)
- «Хевсурська балада» (1965)
- «Складна біографія» (1967, к/м, «Фитиль» № 56)
- «Атракціон» (1967, к/м, «Фитиль» № 57)
- «Розп'ятий острів» (1968)
- «Десниця великого майстра» (1969)
- «Коли зацвів мигдаль» (1972)
- «Гіркий урок» (1973)
- «Перша ластівка» (1975)
- «Не вір, що мене більше немає» (1973)
- «Справжній тбілісець й інші» (1976)
- «Федя» (1977, кіноальманах «Ціна життя»)
- «Імеретинські ескізи» (1979)
- «Старий машиніст» (1981, к/м)
- «У холодильнику хтось сидів» (1983)
- «Панове авантюристи» (1985)
- «Пляжний розбійник» (1987) та інші;

А також спільну стрічку Одеської кіностудії і «Грузія-фільм»
- «Помста» (1990, т/ф, 2 а)[джерело?].